# Locotenent-colonel
Termenul de locotenent-colonel reprezintă denumirea unui grad militar inferior gradului de colonel și superior celui de maior.  
Ca însemn al epoleților, în Armata română, este reprezentat prin două trese perpendiculare pe o dungă aurie mai groasă.
Un locotenent-colonel are de obicei sub comandă un batalion sau regiment. 